# Opisthonema bulleri
Opisthonema bulleri és una espècie de peix pertanyent a la família dels clupeids.

## Descripció
- Pot arribar a fer 20 cm de llargària màxima (normalment, en fa 18).
- 13-21 radis tous a l'aleta dorsal i 12-23 a l'anal.[5][6][7]

## Alimentació
Menja crustacis i Pteropoda.

## Hàbitat
És un peix marí, pelàgic-nerític i de clima tropical (25°N-5°S, 109°W-77°W) que viu entre 0-50 m de fondària.

## Distribució geogràfica
Es troba al Pacífic oriental: des de la Baixa Califòrnia (Mèxic) fins al Perú.

## Observacions
És inofensiu per als humans.